# 白花毛蕊红山茶
白花毛蕊红山茶（学名：Camellia mairei var. alba）为山茶科山茶属毛蕊红山茶（Camellia mairei）的变种。分布于中国大陆的四川等地，生长于海拔1,650米的地区，目前尚未由人工引种栽培。